# Ginoria davisii
Ginoria davisii là một loài thực vật có hoa trong họ Lythraceae. Loài này được M.C.Johnst. mô tả khoa học đầu tiên năm 1956.